# Międzynarodowe Centrum Kongresowe w Katowicach
Międzynarodowe Centrum Kongresowe w Katowicach – centrum kongresowe znajdujące się przy placu Sławika i Antalla 1 w Katowicach, na terenie dzielnicy Koszutka.
Jest to największy tego typu obiekt w Polsce. Powstał w latach 2011–2015 na obszarze katowickiej Strefy Kultury. Budynek został zaprojektowany przez warszawską pracownię JEMS Architekci i charakteryzuje się bryłą w kształcie czarnego prostopadłościanu przeciętą zielonym dachem z pasażem pieszym i tarasem. Wewnątrz znajduje się m.in. 18 sal kongresowych oraz sala wielofunkcyjna mogąca pomieścić około 8 tys. osób.
Od momentu otwarcia budynku organizowano w nim liczne wydarzenia kongresowe, wystawiennicze, kulturalne i sportowe, w tym m.in. kolejne edycje Europejskiego Kongresu Gospodarczego, Europejskiego Kongresu Małych i Średnich Przedsiębiorstw, Intel Extreme Masters. Odbył się tutaj także szczyt klimatyczny ONZ – COP24, Wikimania 2024, a także Światowe Forum Miejskie WUF11.

## Położenie

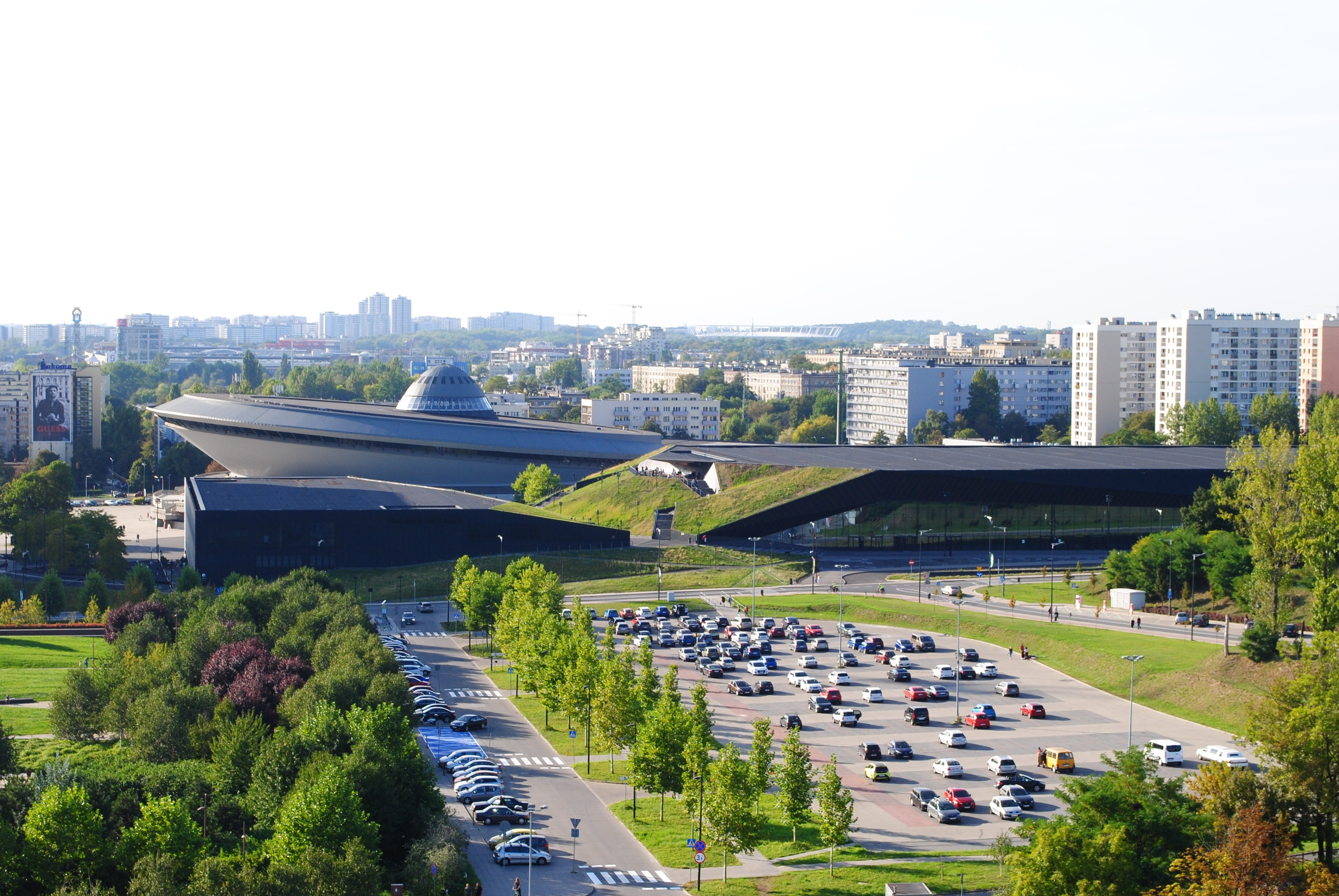
MCK z tarasu widokowego Muzeum Śląskiego; w tle Spodek (2020)

Międzynarodowe Centrum Kongresowe (MCK) położone jest przy placu Sławika i Antalla 1 w Katowicach, na terenie dzielnicy Koszutka, tuż przy granicy z Bogucicami i Śródmieściem. Gmach znajduje się pomiędzy ulicą Olimpijską a Spodkiem, w pobliżu ronda gen. Jerzego Ziętka.
MCK jest jednym z obiektów katowickiej Strefy Kultury, w skład której wchodzi sąsiadująca bezpośrednio z Centrum Kongresowym hala widowiskowo-sportowa Spodek, a także siedziba Narodowej Orkiestry Symfonicznej Polskiego Radia oraz Muzeum Śląskie.
Najbliższe przystanki ZTM to znajdujący się przy alei Roździeńskiego przystanek autobusowy Katowice Strefa Kultury, a tramwajowy to Katowice Rondo. Międzynarodowe Centrum Kongresowe oddalone jest od katowickiego dworca kolejowego pieszo o około 15 minut drogi, natomiast dojazd samochodem z portu lotniczego Katowice-Pyrzowice do MCK zajmuje około pół godziny.

## Historia

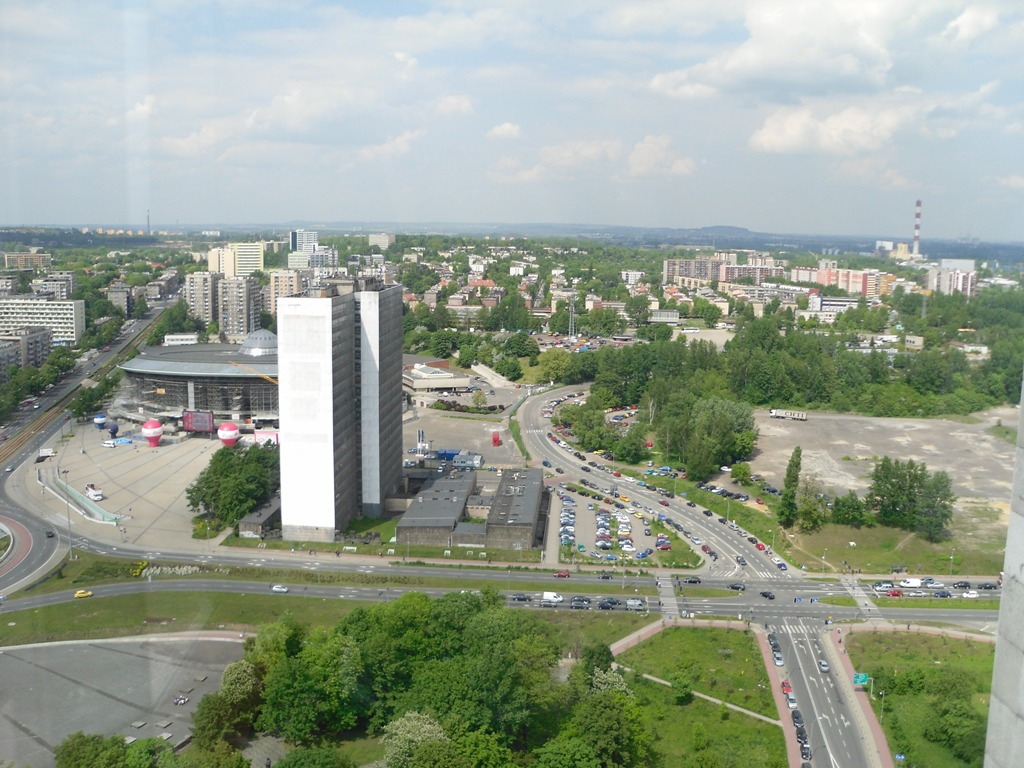
Obszar późniejszego katowickiego centrum kongresowego w 2011 roku; na wprost fragment ulicy Olimpijskiej przed zmianą jej przebiegu

Kompleks Centrum Kongresowego zostało wybudowany w sąsiedztwie zlikwidowanej Kopalni Węgla Kamiennego „Katowice”, na terenach poprzemysłowych hut cynku „Fanny” i „Franz”. Gdy w latach 1962–1971 budowano Spodek, na terenach po północno-wschodniej strony hali, w miejscu przyszłego centrum kongresowego pozostawiono resztkę pohutniczej hałdy, gdzie urządzono niewielki parking strzeżony.
Po katastrofie budowlanej 28 stycznia 2006 roku, w wyniku której zawaliła się hala na terenie Międzynarodowych Targów Katowickich przy ulicy Bytkowskiej, znacząco zmalała rola Katowic jako miasta targowego. W tym okresie targi organizowano m.in. w hali Spodka, a także w oddanym do użytku w styczniu 2008 roku centrum targowym Expo Silesia w Sosnowcu, które przejęło największe imprezy targowe.
Planowana budowa nowego centrum kongresowego była jednym z celów polityki miasta Katowice dotyczących obsługi konferencji, kongresów, wystaw i innych tego typu spotkań. Jednocześnie budowa obiektu miała stać się bodźcem do rozwoju turystyki biznesowej w Katowicach. W październiku 2011 roku miasto zajmowało piąte miejsce w Polsce pod względem liczby spotkań i wydarzeń z dziedziny gospodarki, nauki, kultury i polityki.
Na projekt Międzynarodowego Centrum Kongresowego w Katowicach został rozpisany międzynarodowy konkurs architektoniczny, który został rozstrzygnięty 1 października 2008 roku. W jego wyniku do realizacji wybrano koncepcję opracowaną przez warszawską pracownię JEMS Architekci. Została ona nagrodzona za zaproponowaną koncepcję urbanistyczną, przestrzenie publiczne (przenikanie przestrzeni placu wejściowego z obszarem hallu głównego i foyer), zieloną przestrzeń rozbijającą skalę bryły budynku oraz funkcjonalność obiektu. Jeszcze w tym samym roku rozpoczęto prace projektowe, które zakończono w 2010 roku.
W lutym 2011 roku miasto Katowice ogłosiło przetarg na prace budowlane przy budowie Międzynarodowego Centrum Kongresowego. Swoje oferty złożyło dwanaście firm, a ostatecznie do realizacji wybrano ofertę warszawskiej spółki Polimex-Mostostal. Umowa z wykonawcą została podpisana 3 października 2011 roku i jeszcze tego samego miesiąca rozpoczęła się budowa obiektu.
W czerwcu 2011 roku na poczet m.in. budowy Międzynarodowego Centrum Kongresowego w Katowicach miasto zaciągnęło pożyczkę o wartości 254,2 mln zł z Europejskiego Banku Inwestycyjnego.

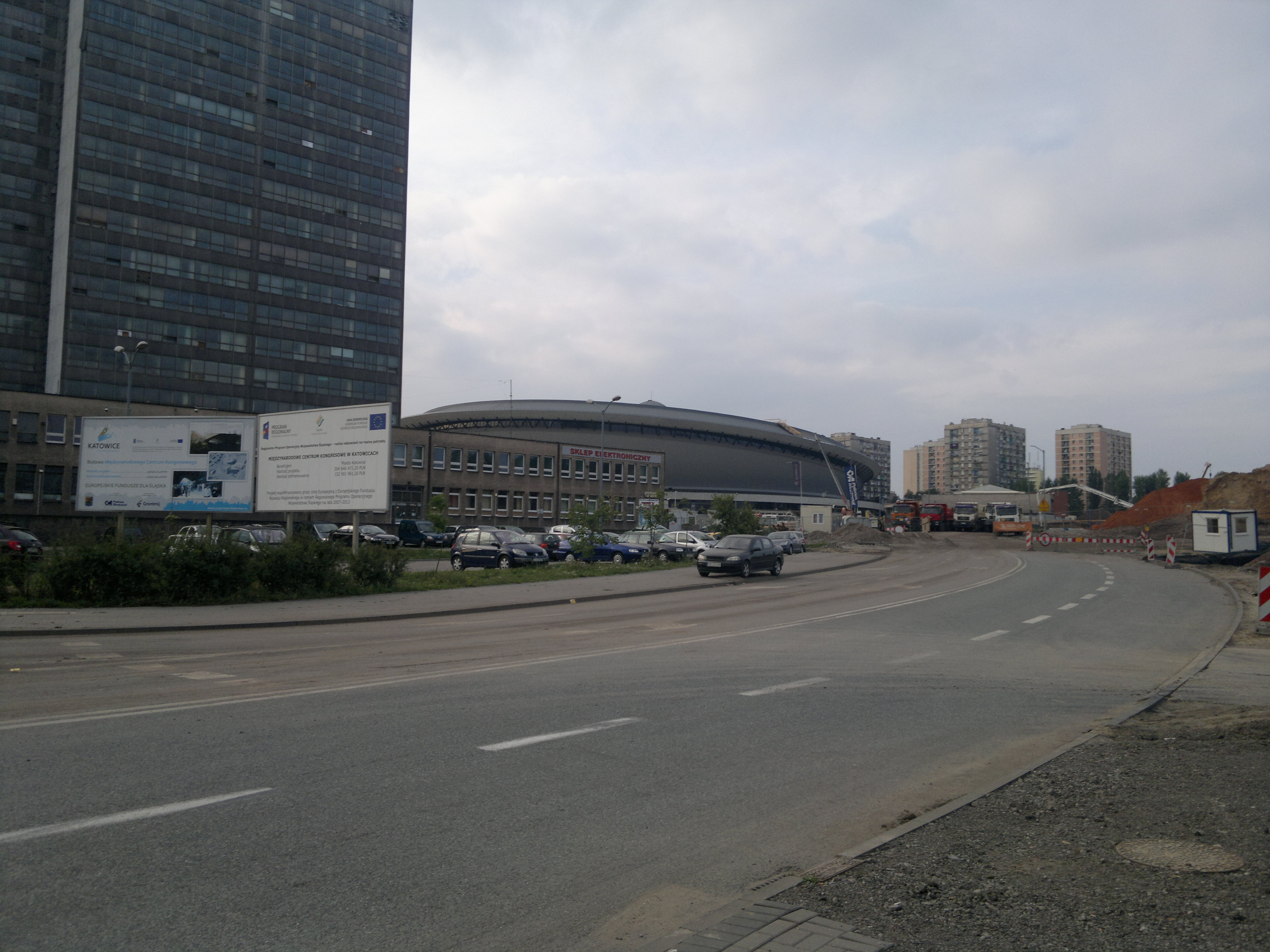
Budowa Międzynarodowego Centrum Kongresowego w Katowicach w sierpniu 2012 roku

Gdy w styczniu 2012 roku przystąpiono do likwidacji resztek pohutniczej hałdy, okazało się, że część gruntów jest zanieczyszczonych odpadami poprzemysłowymi. Ze względu na brak informacji o ich pochodzeniu, część prac została wstrzymana. We wrześniu 2012 roku z uwagi na opóźnienia w realizacji zadania miasto Katowice rozwiązało umowę z dotychczasowym wykonawcą. Przedstawiciele Polimexu-Mostostalu utrzymywali, że opóźnienia były spowodowane problemami, jakie zastali na placu budowy, m.in. z podziemną infrastrukturą, niezasypanymi szybami górniczymi i skażonymi gruntami. Pierwotnie Międzynarodowe Centrum Kongresowe miało być gotowe w maju 2013 roku, jednak do tego czasu wykonawca ukończył jedynie fragment konstrukcji budynku w północnej części centrum kongresowego.
W połowie grudnia 2012 roku miasto Katowice ogłosiło przetarg na dokończenie budowy MCK. W wyniku kolejnego postępowania przetargowego generalnym wykonawcą zostało konsorcjum firm Warbud i Mercury Engineering. Firma Mostostal Zabrze była natomiast odpowiedzialna za konstrukcję stalową obiektu. Pierwotnie zwycięzcą przetargu była spółka NDI, lecz po ponownej ocenie ofert przez Krajową Izbę Odwoławczą wybrano ostatecznie konsorcjum Warbudu.
Umowa pomiędzy Warbudem a miastem Katowice została podpisana 29 maja 2013 roku. Ze strony inwestora podpisał ją prezes i członek zarządu firmy, a ze strony miasta prezydent Katowic Piotr Uszok i wiceprezydent miasta Krystyna Siejna. W tym samym czasie wykonawca prowadził już prace przy budowie innego gmachu na obszarze katowickiej Strefy Kultury – siedziby Narodowej Orkiestry Symfonicznej Polskiego Radia w Katowicach.
Budowa Międzynarodowego Centrum Kongresowego w Katowicach została wznowiona w czerwcu 2013 roku. Wprowadzono nową organizację robót – prace prowadzono w dni robocze 24 godziny na dobę, w weekendy przez 16 godzin, a przy budowie pracowało jednocześnie ponad 400 osób. W lipcu 2013 roku na placu budowy centrum kongresowego pojawiły się trzy kilkudziesięciometrowe żurawie wieżowe.

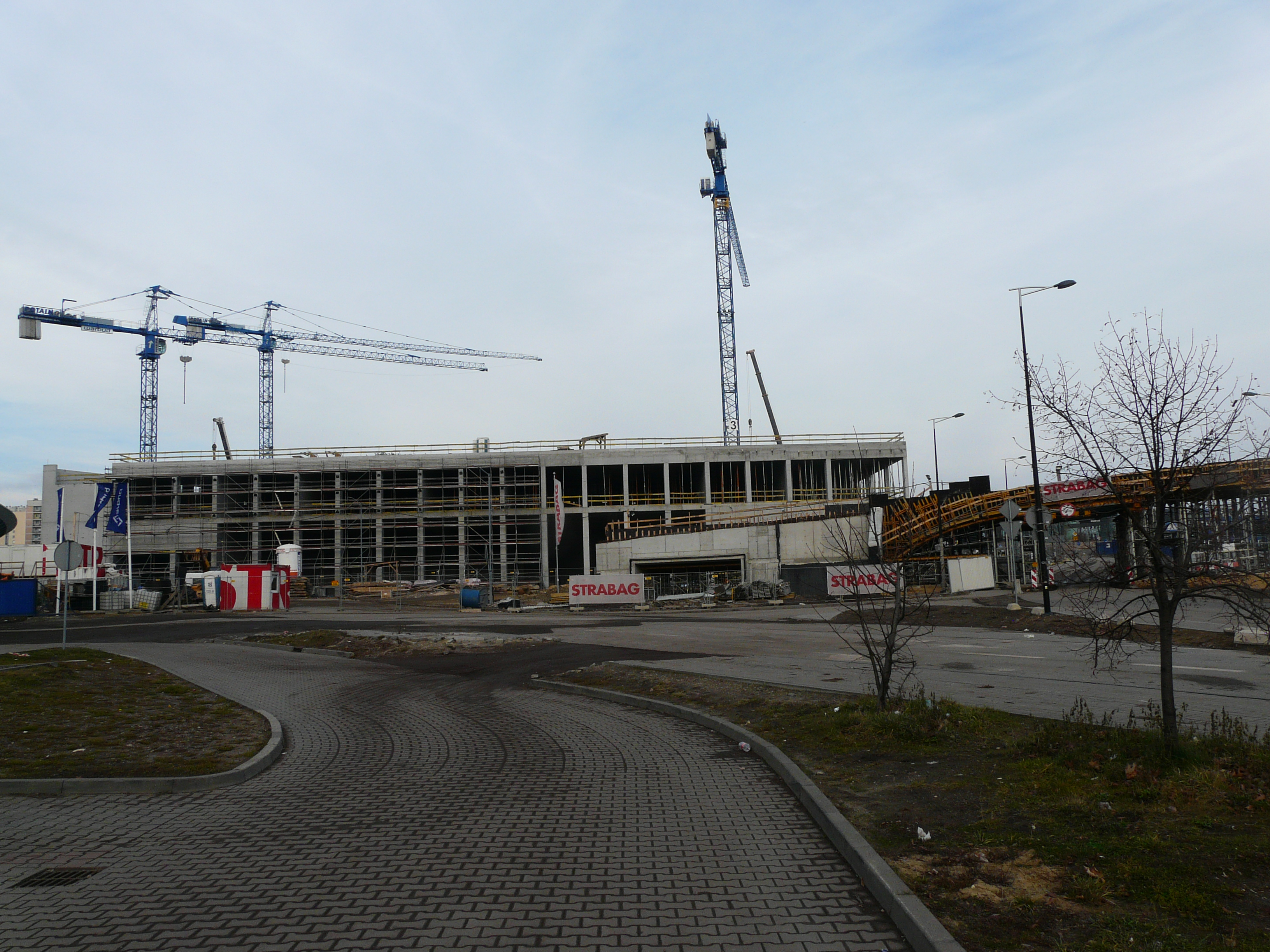
Budowa Międzynarodowego Centrum Kongresowego w styczniu 2014 roku; widok od południa

Do końca stycznia 2014 roku budowa Międzynarodowego Centrum Kongresowego w Katowicach była gotowa w 40 procentach. Budowa konstrukcji dachu dobiegała już końca i wykonywane były prace żelbetowe oraz instalacyjne. Kładziono tynki, a w części biurowej rozpoczęto prace wykończeniowe. Do połowy września 2014 roku gotowa był już elewacja z czarnej aluminiowej siatki cięto-ciągnionej, a na dachu zaczęto zakładać trawniki. Na początku stycznia 2015 roku przy budowie gmachu trwały intensywne prace wykończeniowe.
16 lutego 2015 roku wykonawca zgłosił budowę Międzynarodowego Centrum Kongresowego w Katowicach do odbioru, a 23 marca tego samego roku miasto Katowice przejęło gmach od wykonawcy. Koszt budowy obiektu, współfinansowany ze środków Unii Europejskiej, wyniósł blisko 378 mln zł, z czego wkład własny miasta Katowice wyniósł blisko 196 mln złotych.
Wcześniej (w maju 2011 roku) Katowice ogłosiły pierwszy przetarg na koncesję hal Spodka i Międzynarodowego Centrum Kongresowego. Po trwających niemal rok negocjacjach z dwoma firmami zostały one przerwane w 2012 roku z powodu błędów proceduralnych w przetargu. Drugie postępowanie ogłoszone 15 lutego 2013 roku zostało nierozstrzygnięte z uwagi na brak zainteresowania potencjalnych podmiotów. Dopiero w trzecim przetargu ogłoszonym w lipcu 2014 roku ostatecznie złożono dwie oferty: PTWP Event Center i HKO. Wybrano ofertę pierwszej firmy, lecz druga spółka złożyła do sądów trzy skargi, które w grudniu 2015 okazały się bezzasadne – 2 grudnia Naczelny Sąd Administracyjny podtrzymał wyrok o odrzuceniu skargi na decyzję miasta Katowice o powierzeniu spółce PTWP Event Center koncesji na zarządzanie Spodkiem i Międzynarodowym Centrum Kongresowym w Katowicach. Katowicka spółka PTWP Event Center, należąca do grupy Polskiego Towarzystwa Wspierania Przedsiębiorczości, będącego m.in. organizatorem Europejskiego Kongresu Gospodarczego, została operatorem obiektu 2 maja 2016 roku. Dotychczas tymczasowymi zarządcami byli katowicki MOSiR i Convention Bureau, których powołano z uwagi na to, że już w marcu 2015 roku zaplanowano otwarcie hali Międzynarodowego Centrum Kongresowego w Katowicach.
21 marca 2015 roku przy Międzynarodowym Centrum Kongresowym w Katowicach prezydenci Węgier János Áder i Polski Bronisław Komorowski odsłonili pomnik upamiętniający Henryka Sławika i Józsefa Antalla. 26 listopada tego samego roku Rada Miasta Katowice przyjęła uchwałę nadającą placu przed Spodkiem i Międzynarodowym Centrum Kongresowym w Katowicach nazwę Plac Sławika i Antalla.
W pierwszym półroczu 2019 roku Międzynarodowe Centrum Kongresowe w Katowicach zostało członkiem Międzynarodowego Stowarzyszenia Konferencji i Kongresów (ICCA).

## Działalność i wydarzenia

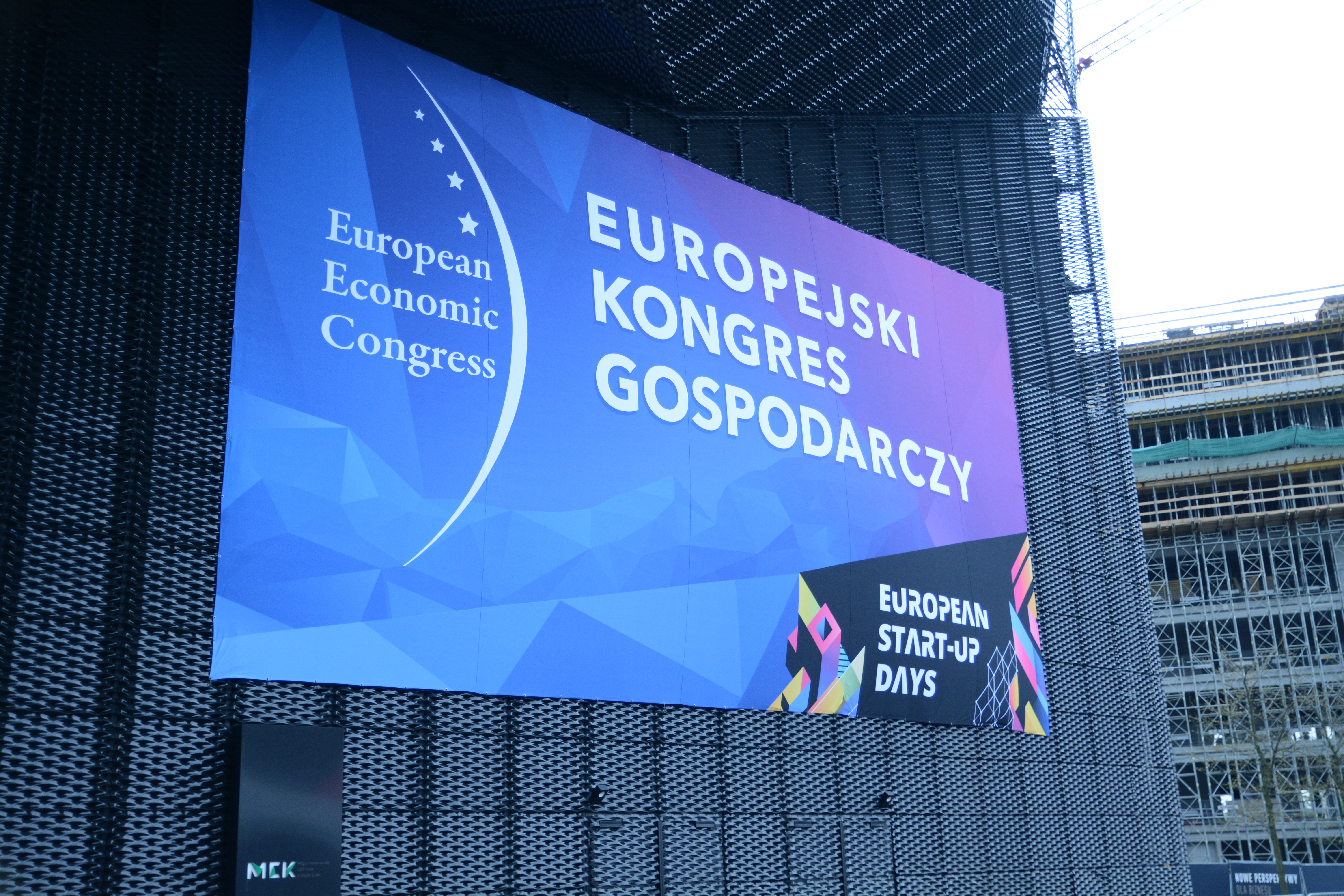
Plakat na elewacji katowickiego centrum kongresowego z logiem Europejskiego Kongresu Gospodarczego 10 maja 2017 roku

Już przed oddaniem Międzynarodowego Centrum Kongresowego w Katowicach do użytku, do końca września 2014 roku, dokonano ponad 50 rezerwacji organizacji wydarzeń w tym miejscu na lata 2015–2019. Pierwszym wydarzeniem zorganizowanym w nowym centrum kongresowym był turniej esportowy Intel Extreme Masters, który rozpoczął się 12 marca 2015 roku i przyciągnął kilkadziesiąt tysięcy osób. W ciągu pierwszych trzech miesięcy działalności MCK, od marca do czerwca 2015 roku odbyło się w obiekcie 18 wydarzeń, w tym zawody tenisowe z cyklu WTA Katowice Open. W sierpniu tego samego roku odbył się tutaj festiwal Tauron Nowa Muzyka oraz Kongres Edukacji Polskiej, a miesiąc później m.in.: Targi Górnictwa, Przemysłu Energetycznego i Hutniczego, Gala Ambasadorów Kongresów Polskich oraz Silesia Fashion Day.

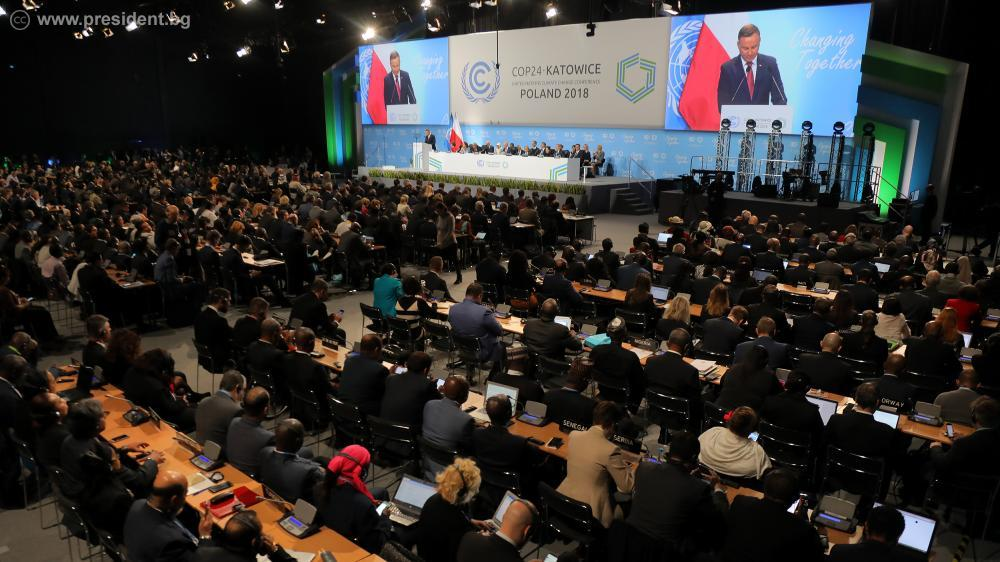
Konferencja COP24 wewnątrz Międzynarodowego Centrum Kongresowego w Katowicach 3 grudnia 2018 roku

Od września do grudnia 2016 roku w Międzynarodowym Centrum Kongresowym zorganizowano ponad 140 wydarzeń i były to głównie kongresy, konferencje, spotkania i targi, w tym m.in.: Silesia Bazaar, Katowice Tattoo Konwent, Śląskie Targi Książki, VI Europejski Kongres Małych i Średnich Przedsiębiorstw czy powracający wówczas do Katowic Festiwal Fryzjerski Hair Fair. W ciągu dwóch lat od przejęcia zarządu nad MCK przez spółkę PTWP Event Center, do maja 2018 roku w murach Międzynarodowego Centrum Kongresowego w Katowicach zorganizowano 455 wydarzeń z udziałem prawie 970 tys. osób. 3 grudnia 2018 roku w centrum kongresowym odbyła się oficjalna uroczystość otwarcia szczytu klimatycznego COP24, udział w której wzięli m.in. prezydent Polski Andrzej Duda i sekretarz generalny Organizacji Narodów Zjednoczonych António Guterres.
Na przełomie 2018 i 2019 roku do Międzynarodowego Centrum Kongresowego przeniósł się Mega Club, który miał dotychczas swoją siedzibę w katowickiej dzielnicy Dąb przy ulicy Żelaznej 9. Nawiązał on też współpracę z PTWP Event Center, a jednymi z pierwszych koncertów przez nich organizowanych w gmachu centrum kongresowego były występy Palucha i zespołu Lao Che. 10 marca 2019 zorganizowano tutaj galę Fryderyków 2019, a ponadto w pierwszym półroczu tego samego roku swoje koncerty dali w MCK m.in.: Alicja Majewska i Włodzimierz Korcz, Anna Wyszkoni, Coma i PRO8L3M. Zorganizowano w tym czasie również: IV Kongres Wyzwań Zdrowotnych, 11. edycję Europejskiego Kongresu Gospodarczego, European Start-up Days i inne targi o różnorodnej tematyce. Odbyła się tez kolejna edycja Śląskiego Festiwalu Nauki, 4 Design Days oraz Targi Ślubne.

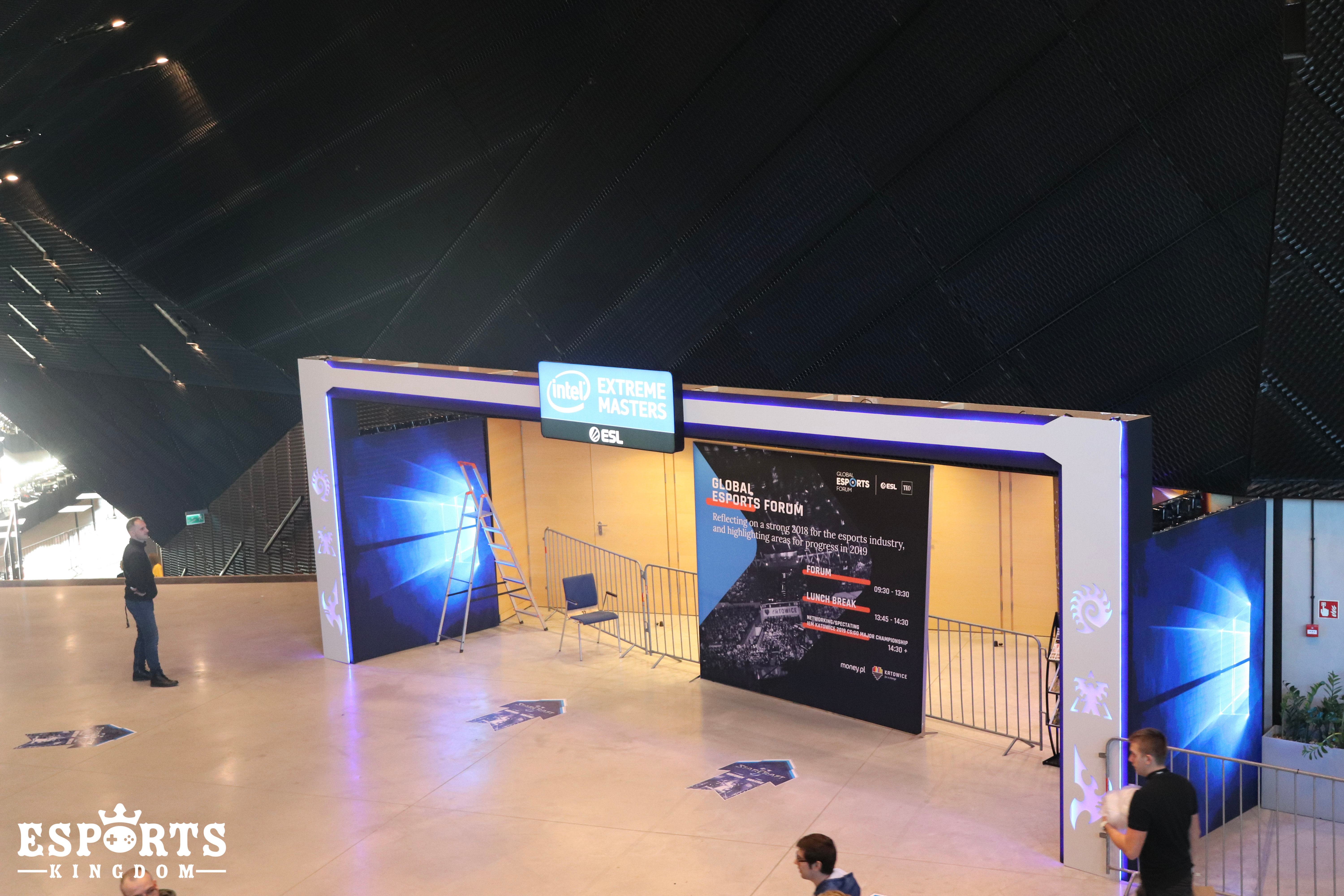
Brama wejściowa podczas finałów Intel Extreme Masters 27 lutego 2019 roku, znajdująca się wewnątrz MCK

W drugiej połowie 2019 roku w Międzynarodowym Centrum Kongresowym w Katowicach zorganizowano m.in. następujące cykliczne wydarzenia: XXIII Międzynarodowy Kongres Polskiego Towarzystwa Kardiologicznego, Międzynarodowe Targi Górnictwa, Przemysłu Energetycznego i Hutniczego oraz kolejną edycję Europejskiego Kongresu Małych i Średnich Przedsiębiorstw. Odbyły się też inne wydarzenia, jak m.in. Gastro Fajer i Kino Letnie Antyradia. W listopadzie 2019 roku odbyła się tutaj Światowa Konferencja Antydopingowa organizowana przez Światową Agencję Antydopingową.
Międzynarodowe Centrum Kongresowe w Katowicach stało się także miejscem organizacji spotkań i wieców politycznych. Na początku lipca 2019 roku odbyła się tutaj konwencja Prawa i Sprawiedliwości, w październiku tego samego roku konwencja Lewicy, a 12 października 2023 roku wiec przewodniczącego Platformy Obywatelskiej Donalda Tuska.
14 marca 2020 roku w Międzynarodowym Centrum Kongresowym w Katowicach odbyła się gala wręczenia Fryderyków 2020.
W związku z wybuchem pandemii COVID-19, na przełomie października i listopada 2020 roku Międzynarodowe Centrum Kongresowe w Katowicach zostało przekazane celem utworzenia w nim szpitala tymczasowego, który został otwarty 1 grudnia 2020 roku. 31 maja 2021 roku tymczasowy szpital opuścili ostatni pacjenci, dzień później rozpoczęło się porządkowanie obiektu, a cały budynek zdezynfekowano. W okresie swojego funkcjonowania szpital tymczasowy w MCK przyjął 1316 pacjentów, z czego 1030 na oddział internistyczny, a 286 na oddział respiratorowy. W pracę szpitala zaangażowanych było 1500 osób, w tym 150 lekarzy i 350 pielęgniarek.

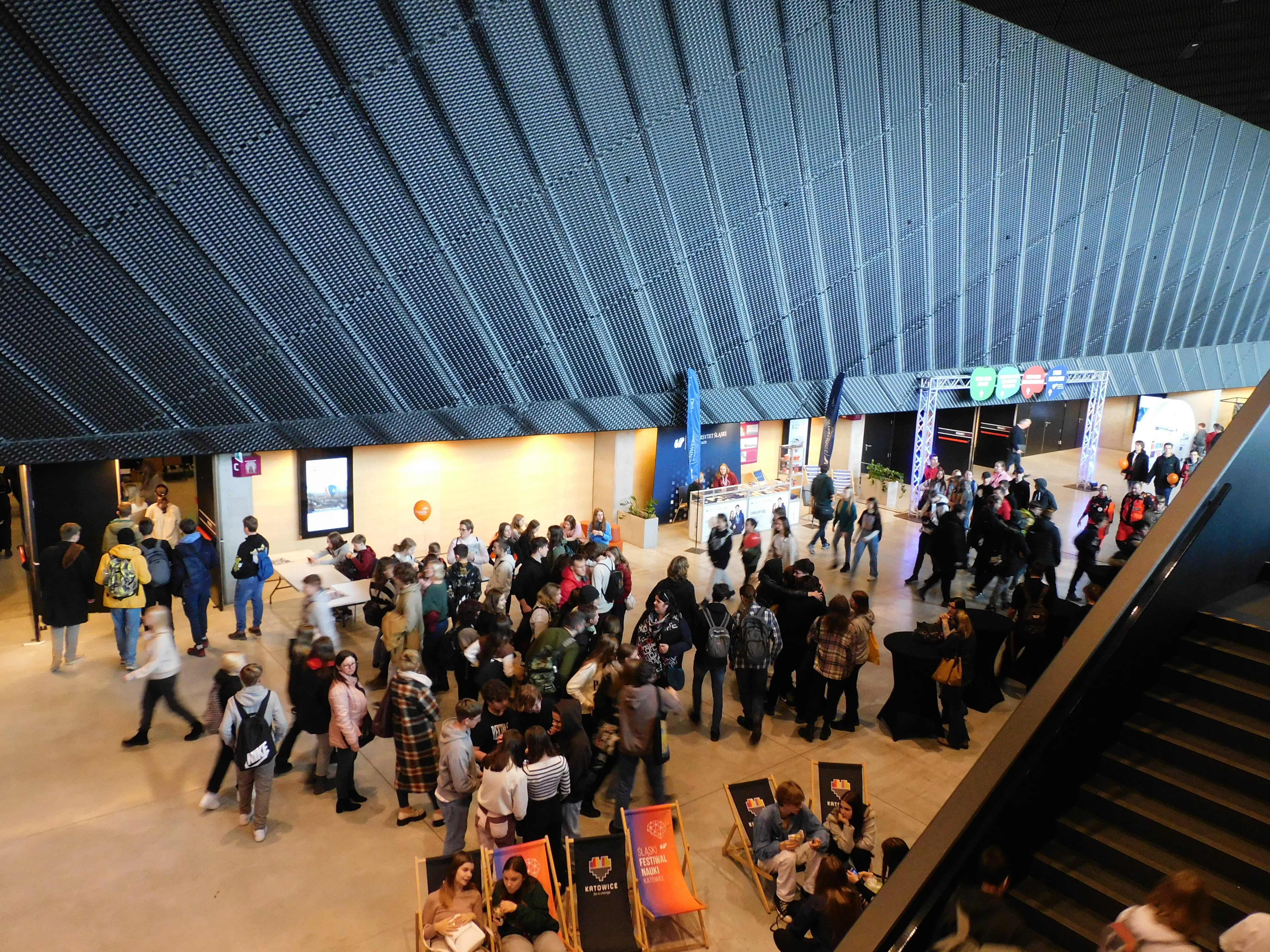
Obchody Śląskiego Festiwalu Nauki 5 grudnia 2022 roku; zdjęcie zrobione z antresoli wewnątrz MCK

Po złagodzeniu obostrzeń sanitarnych, do lipca 2021 roku zorganizowano w gmachu centrum kongresowego m.in.: Kongres Polityki Miejskiej 2021, VI Kongres Wyzwań Zdrowotnych, V Konferencję Stormwater Poland i spotkanie szefów rządów Grupy Wyszehradzkiej. W 2022 roku w Międzynarodowym Centrum Kongresowym w Katowicach zorganizowano 301 różnego typu wydarzeń, w których wzięło udział prawie 690 tys. osób. W dniach 26–30 czerwca 2022 roku odbyło się tutaj Światowe Forum Miejskie WUF11, na którym pojawili się przedstawiciele 174 państw i w ramach którego odbyło się ponad 500 różnego typu spotkań i paneli dyskusyjnych. W drugiej połowie 2022 roku na terenie MCK zorganizowano konferencję PRECOP 27 oraz kolejną edycję Europejskiego Kongresu Małych i Średnich Przedsiębiorstw, a także koncerty Dawida Podsiadło, Darii Zawiałow i zespołu Lady Pank.

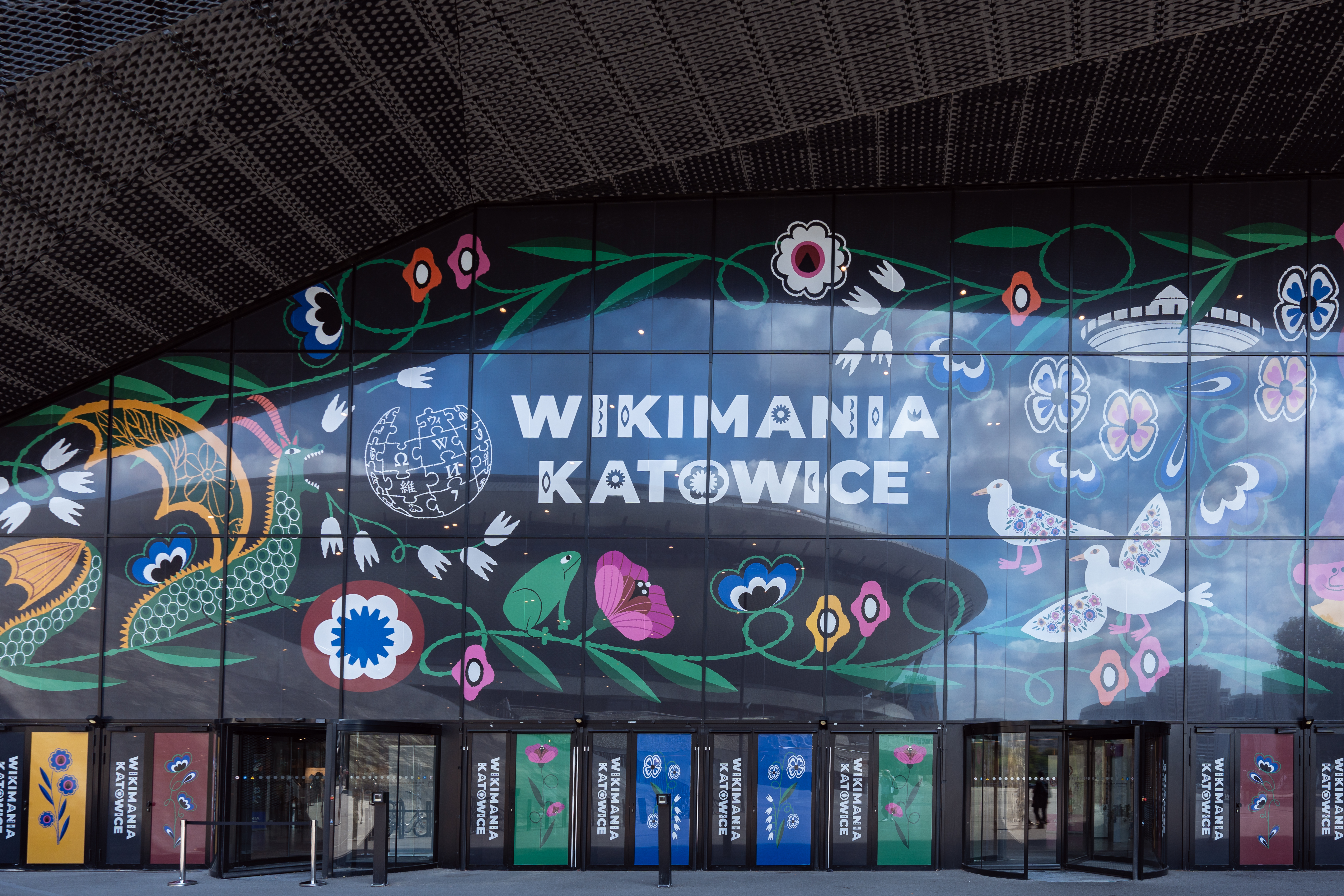
Wejście główne MCK podczas Wikimanii, 7–10 sierpnia 2024 roku

W pierwszym półroczu 2023 roku w Międzynarodowym Centrum Kongresowym w Katowicach odbyło się 81 wydarzeń, w których wzięło udział ponad 190 tys. osób. W tym czasie zorganizowano tutaj takie wydarzenia branżowe, jak m.in.: XV Europejski Kongres Gospodarczy, 4 Design Days, Property Forum Śląsk, Targi Wynalazków i Innowacji, Międzynarodowe Targi Gołębi Pocztowych EXPOGołębie i Targi Ślubne. Na przełomie czerwca i lipca 2023 roku w rejonie Spodka i MCK zorganizowana została druga edycja zawodów MTB Red Bull Roof Ride, w ramach którego na dachu MCK powstał specjalny tor. 9–11 grudnia 2023 roku odbyła się 7. edycja Śląskiego Festiwalu Nauki połączona z weekendem otwarcia obchodów nadania Katowicom tytułu Europejskiego Miasta Nauki 2024 przez EuroScience.
W dniach 7–10 sierpnia 2024 roku Międzynarodowe Centrum Kongresowe w Katowicach było miejscem organizacji Wikimanii 2024 – konferencji twórców i użytkowników projektów wiki organizowanej przez Wikimedia Foundation. Ponadto w pierwszym półroczu 2024 roku odbyły się tutaj inne branżowe wydarzenia, w tym XVI Europejski Kongres Gospodarczy. Łącznie z imprezami w Spodku uczestniczyło w nich ponad 600 tys. gości.

## Architektura

### Charakterystyka

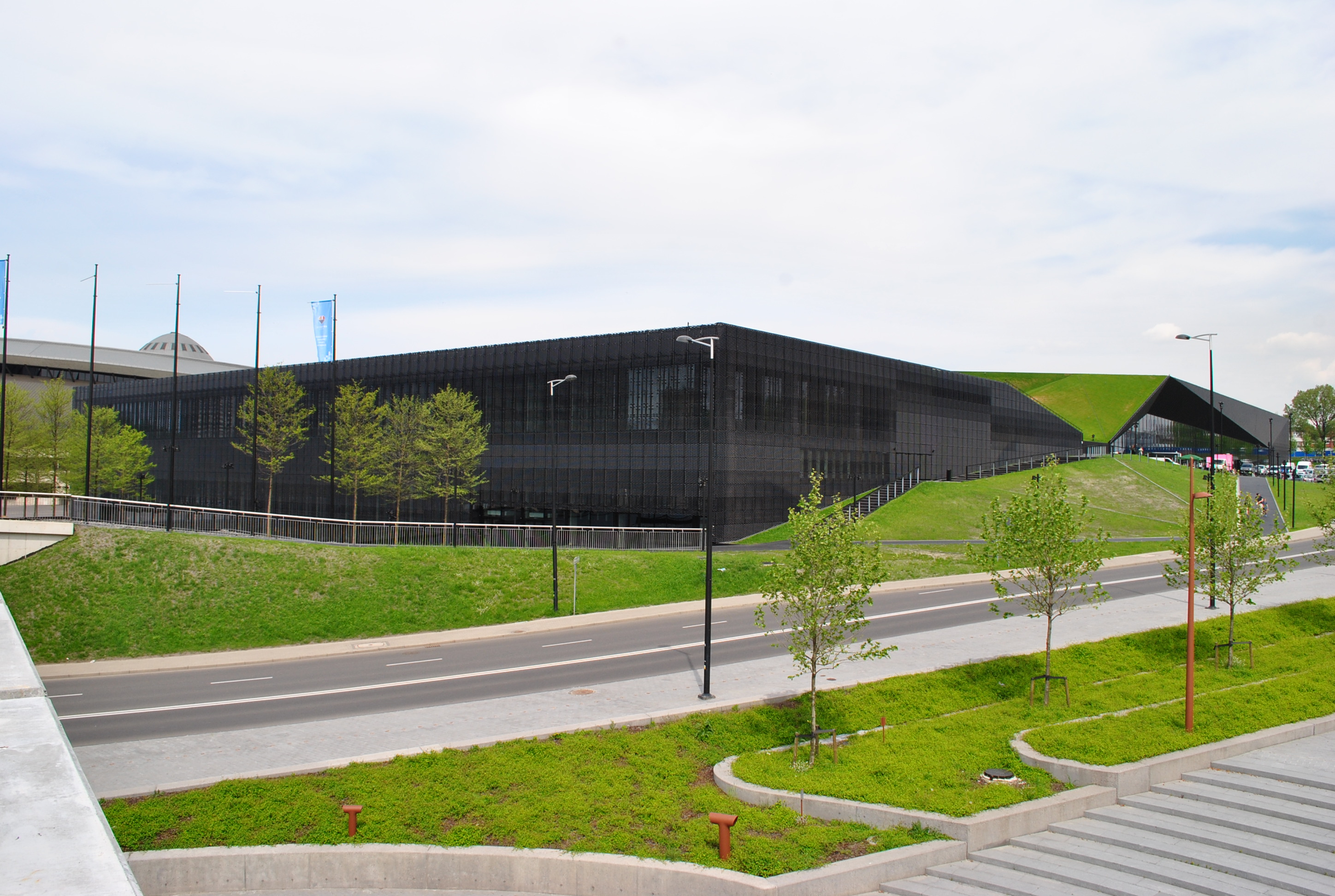
Międzynarodowe Centrum Kongresowe w Katowicach od strony kładki nad ulicą Olimpijską (2015)

Międzynarodowe Centrum Kongresowe w Katowicach to wielofunkcyjny obiekt, spełniający funkcje kongresowe, wystawiennicze, kulturalne i sportowe. Jest to jednocześnie największe centrum kongresowe w Polsce – może przyjąć jednocześnie 15 tys. użytkowników.
Powierzchnia całkowita obiektu wynosi 37 902 m², powierzchnia użytkowa 33 962 m², powierzchnia zabudowy 21 721 m², a kubatura 378 069 m³. Liczy 4 kondygnacje nadziemne i 1 podziemną. Wymiary zewnętrzne Międzynarodowego Centrum Kongresowego w Katowicach wynoszą 100×250 m, natomiast wysokość w części południowej wynosi 16 m i w części północnej 18 m.
Projekt architektoniczny gmachu został opracowany przez pracownię JEMS Architekci, natomiast konstrukcję opracowano w warszawskim Biurze Projektów Konstrukcji Budowlanych KiP. Właścicielem budynku jest miasto Katowice, natomiast jego operatorem wraz z sąsiednim Spodkiem jest PTWP Event Center.

### Architektura zewnętrzna

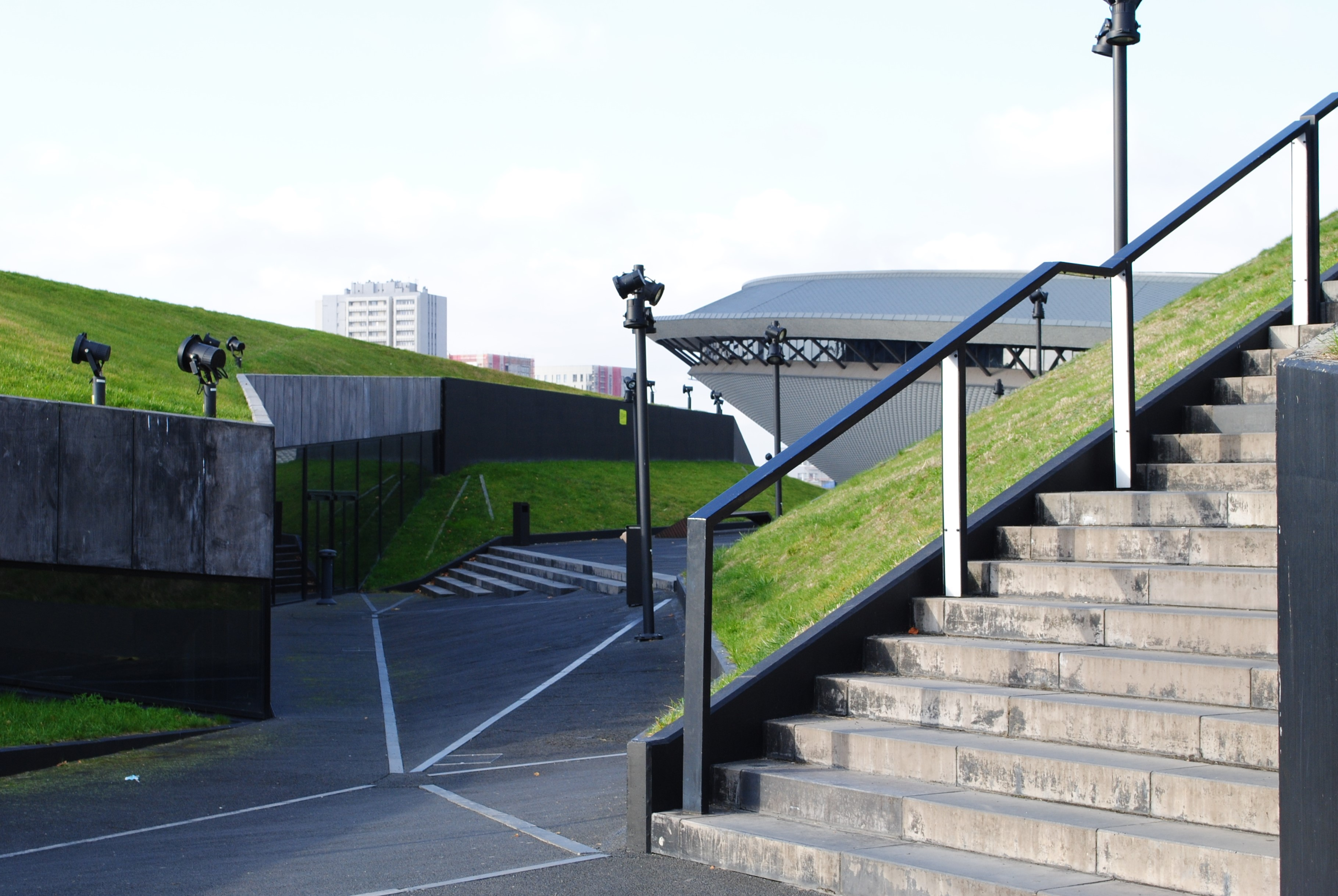
Fragment zielonego dachu (tzw. zielona dolina) z traktem pieszym; w tle widoczny fragment Spodka (2020)

Gmach Międzynarodowego Centrum Kongresowego w Katowicach wzniesiony został na planie nieregularnego prostokąta. Bryła obiektu jest prosta, o kształcie prostopadłościanu, która została przecięta na dwie części doliną, czyli zielonym dachem użytkowym o złożonej, wielokrzywiznowej geometrii i rozpiętości dochodzącej do 30 metrów. Wyróżnia to MCK od innych obiektów w kształcie prostopadłościanu – dach ten nie tylko zmniejszył optycznie bryłę budynku, ale i uczynił ją bardziej dynamiczną. Jednocześnie cała bryła gmachu pomimo swych rozmiarów nie jest obiektem dominującym nad otoczeniem.
Zielona dolina stanowi pasaż pieszy, który w zamyśle architektów odtwarza historyczny bieg drogi w kierunku Bogucic bądź też stanowi metaforyczne odwzorowanie nigdy nieistniejącego szlaku łączącego nowoczesną część miasta Katowice z historyczną częścią Bogucic. Jednocześnie dolina ta miała z założenia stworzyć inną perspektywę widokową na Spodek. Na zielonym dachu prócz pieszego pasażu znajduje się też taras z miejscami do siedzenia z okładzin drewnianych. Siedziska zlokalizowane na różnych poziomach doliny.
Elewacja budynku jest przeszklona i pokryta czarną aluminiową siatką cięto-ciągnioną, co stanowi nawiązanie do górniczej przeszłości okolicy. Kolor czarny mają ponadto: kryjące dach papy, asfaltobeton ciągów pieszych, beton schodów, balustrady i żwirowe wykończenie terenów zielonych ścieżek. Zieleń dachu tonuje natomiast czerń pozostałej części Międzynarodowego Centrum Kongresowego w Katowicach.
Główne wejście do obiektu znajduje się od strony zachodniej, przy Spodku, natomiast po drugiej stronie centrum kongresowego znajduje się wejście od strony ulicy Olimpijskiej, zlokalizowane nieopodal parkingów Strefy Kultury.

Międzynarodowe Centrum Kongresowe w Katowicach od zewnątrz
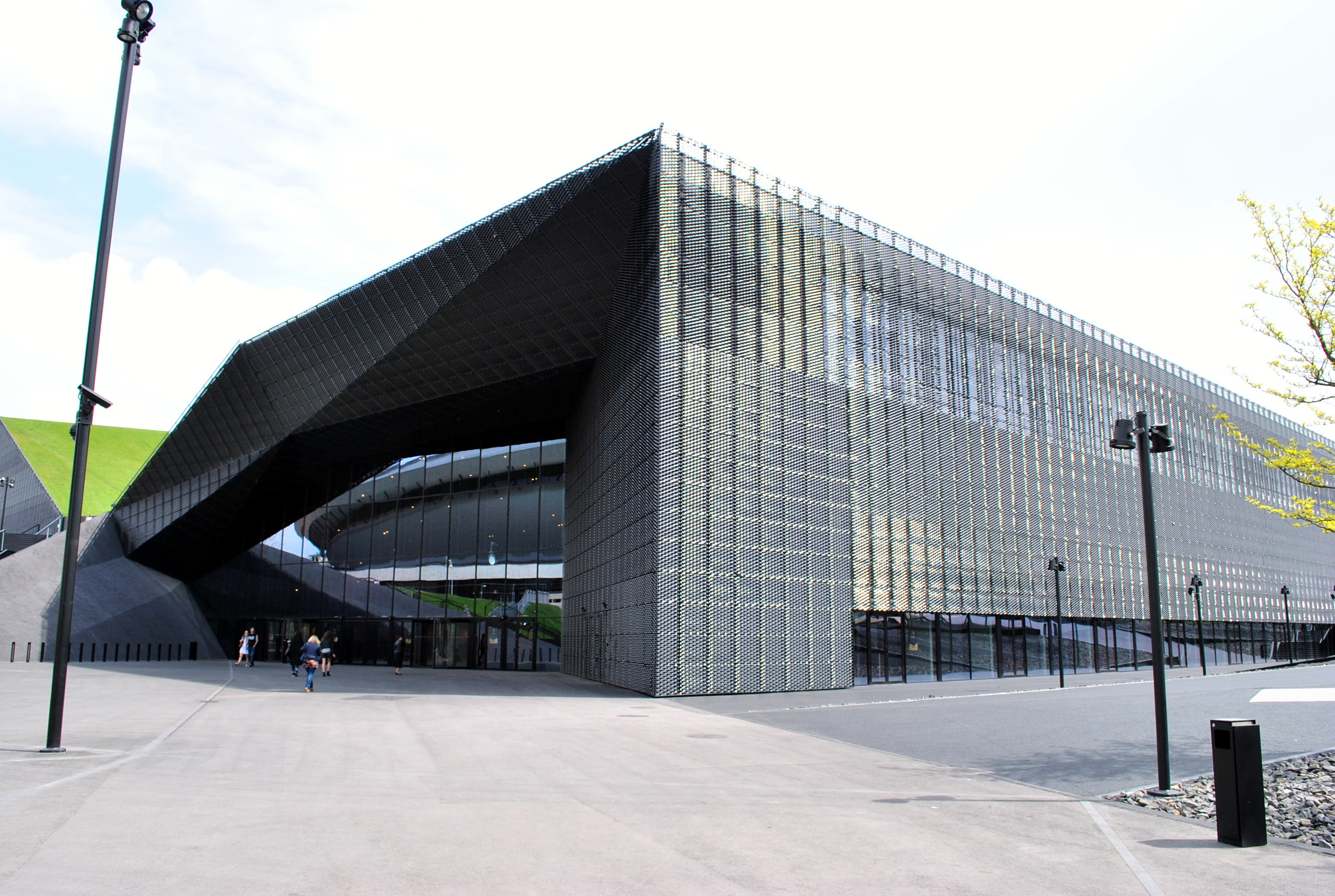
Wejście główne (pl. Sławika i Antalla)
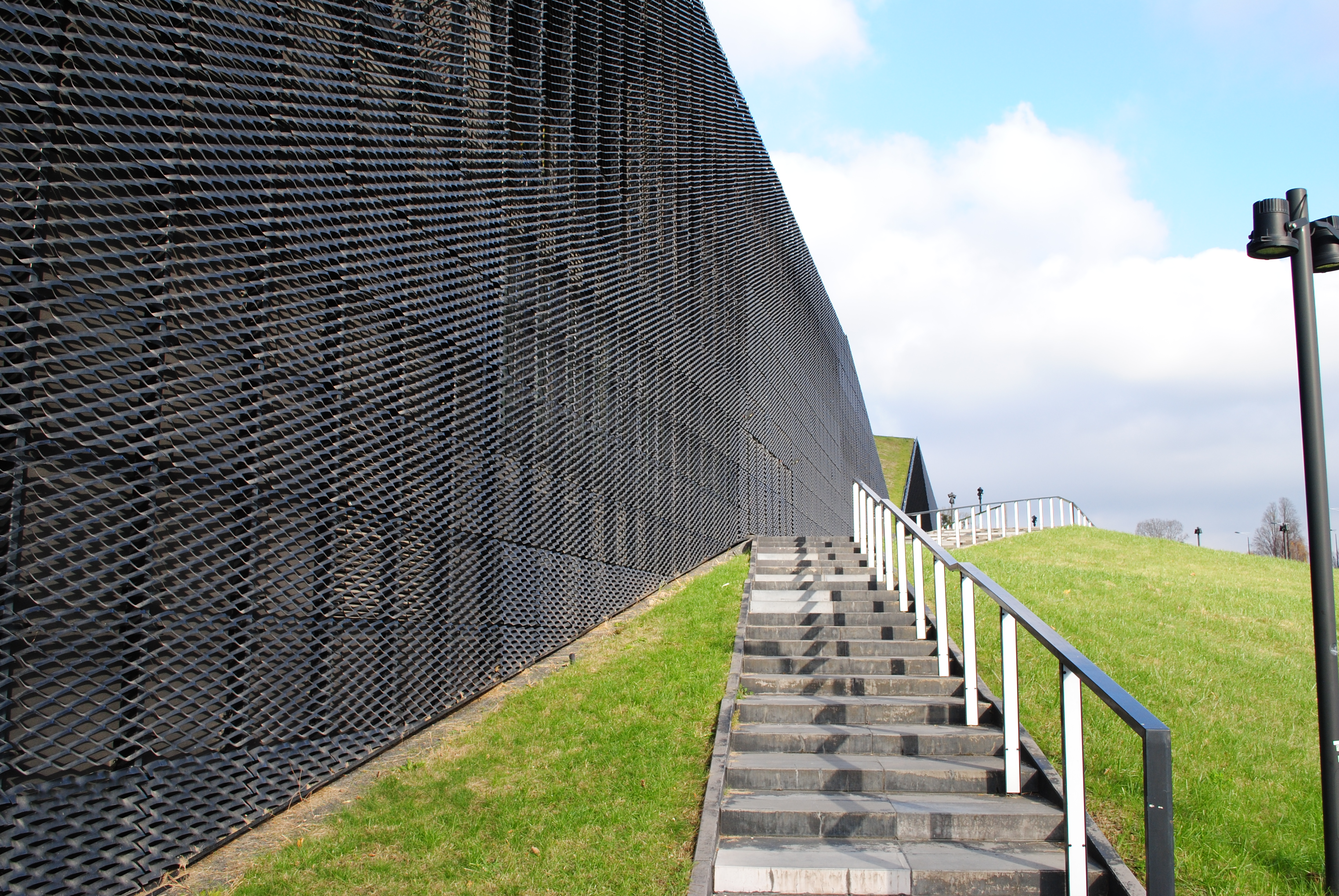
Fragment elewacji do strony ulicy Olimpijskiej (2020)
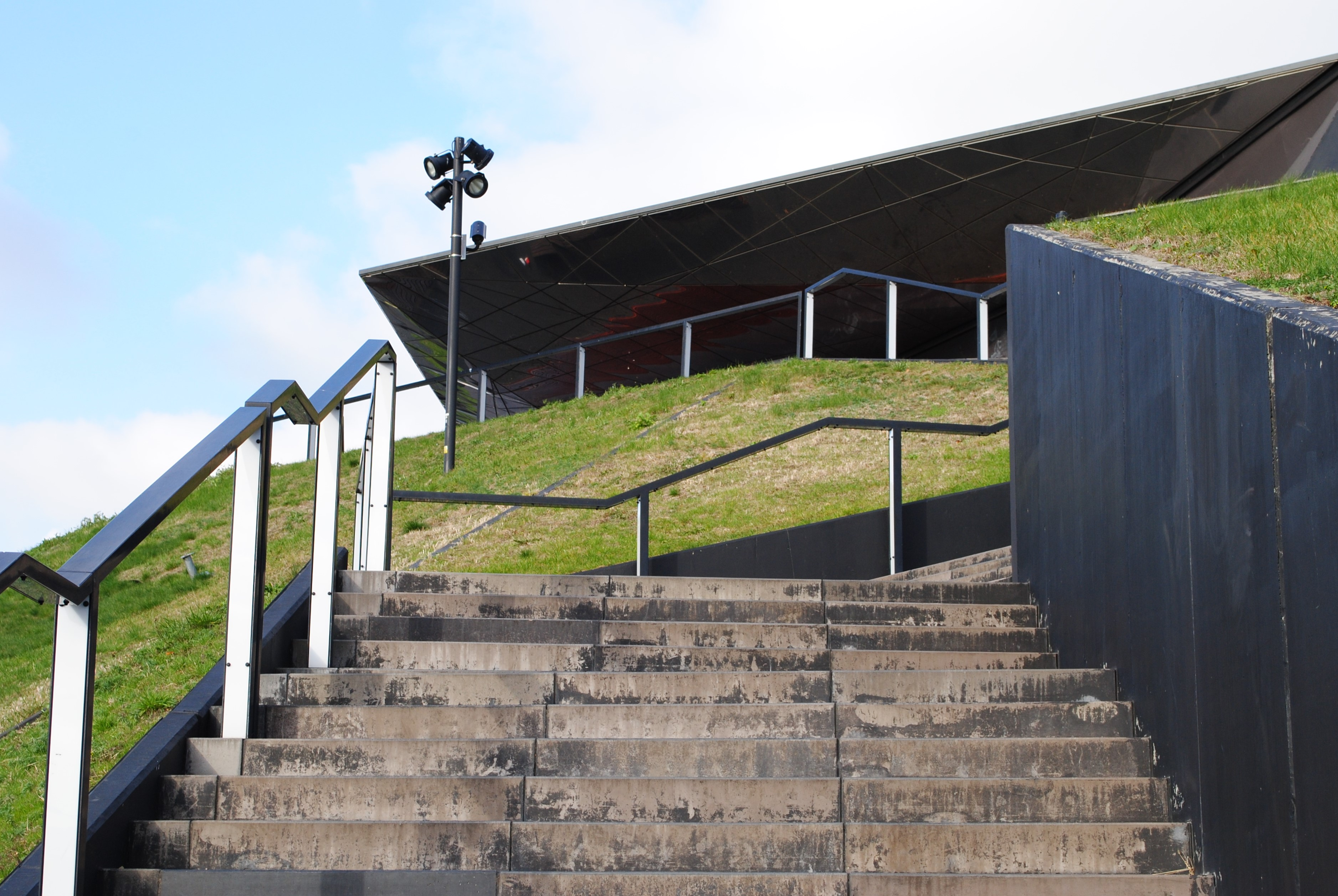
Wejście na taras widokowy (2020)

### Architektura wnętrz i wyposażenie
W Międzynarodowym Centrum Kongresowym w Katowicach znajdują się m.in.:
- Sala wielofunkcyjna – dla 8000 osób[15]; jest to pomieszczenie, które zajmuje największą przestrzeń katowickiego centrum kongresowego i położone jest w północnej część gmachu[7]; długość sali wynosi 135 m, szerokość 60,5 m, wysokość 12,5 m, a powierzchnia 8100 m². Wyposażona jest ona w nagłośnienie sufitowe, trzy ekrany o przekątnej 495 cali i punkty podwieszeń; posiada także system kanałów technicznych z przyłączami wodno-kanalizacyjnymi[80]; zastosowano możliwość podziału sali wielofunkcyjnej na trzy niezależne od siebie pomieszczenia o zbliżonej powierzchni poprzez ścianę ruchomą[81] (pojedyncza przegroda ma wysokość 14 m i długość 60 m[73]), a każda wydzielona część ma zarówno samodzielne wejście, jak i własny dojazd dla pojazdów transportowych, które dzięki bramom mogą wjechać do wnętrza sali (posadzka ma wytrzymałość 5 t/m²)[7],
- Sala balowa – dla 1000 osób[15]; znajduje się naprzeciwko audytorium; powierzchnia sali wynosi 1200 m² z możliwością jej podziału na trzy mniejsze części z własnym wejściem[7]; sala balowa wyposażona jest w krzesła i stoły konferencyjne z możliwością dowolnej aranżacji ich układu; ponadto wyposażona jest m.in. w mikrofony bezprzewodowe, projektory, nagłośnienie sufitowe i rolety[82]; sala balowa posiada odrębny westybul o powierzchni ok. 400 m², w którym może zmieścić się 300 osób[7],
- Audytorium – dla 600 osób[15]; przeznaczone jest dla funkcji typowo scenicznych i zaprojektowane zostało dla głosu wzmacnianego elektronicznie; jest ono wydzielone akustycznie od foyer i pozostałych części Międzynarodowego Centrum Kongresowego w Katowicach, a także posiada rozbudowane na dwóch poziomach zaplecze z węzłami sanitarnymi i szatniami[81]; posiada scenę o wymiarach 8×16 m z niezależnymi wejściami z zaplecza, a także kabinę projekcyjną i kabiny dla tłumaczy[7]; w audytorium znajduje się 570 składanych, miękkich foteli teatralnych; na sali znajduje się ponadto m.in. projektor multimedialny, ekran i system nagłośnieniowy[83]; audytorium zostało wyposażone w system teletechniczny – w oparciu każdego z foteli znajduje się wysuwany stolik z urządzeniem do głosowania, mikrofonem oraz gniazdem dla słuchawek do tłumaczeń symultanicznych[7],
- Sale konferencyjne – dla 1200 osób[15]; o łącznej powierzchni 34 tys. m²[84]; znajduje się tutaj 18 sal z możliwości ich podziału na 26 modułów[76], dwa zespoły sanitarne, kredens powiązany komunikacyjnie z rozdzielnią kelnerską w kuchni, a także pomieszczenie biurowe dla gości i pomieszczenia gospodarcze na sprzęt podręczny[81]; urządzono także strefę VIP oraz press room o powierzchni po 100 m²[85]; wszystkie sale konferencyjne wyposażone są w projektory multimedialne, ekrany projekcyjne oraz nagłośnienie sufitowe[86].

Wszystkie części Międzynarodowego Centrum Kongresowego w Katowicach ułożone są wzdłuż przechodzącego po przekątnej przez cały obiekt foyer, które jest jednocześnie rodzajem pasażu i główną przestrzenią we wnętrzu łączącą plac Sławika i Antalla z ulicą Olimpijską. Może ono pomieścić do 1500 osób, jego powierzchnia wynosi 5500 m², a jego wysokość jest zmienna – od 3 do 12 m. Foyer ma cztery poziomy, a bezpośrednio z poziomu zerowego znajduje się przejście do sali balowej i audytorium. Przejście przez foyer jest powtórzeniem drogi przez zewnętrzną część budynku – zieloną dolinę. Wcięcie to jednocześnie oddziela główną wielofunkcyjną salę od części z mniejszymi pomieszczeniami konferencyjnymi, dzięki czemu obie części budynku mogą funkcjonować niezależnie od siebie.
Komunikacja pionowa wewnątrz Międzynarodowego Centrum Kongresowego w Katowicach odbywa się poprzez zwykłe i ruchome schody, a także windy. W gmachu znajduje się 10 biegów schodowych, 5 ciągów schodów ruchomych i 8 wind.
Na poziomie wejść do sali wielofunkcyjnej znajdują się szatnie, miejsca na punkty małej gastronomii i sanitariaty, a nad nimi antresola, która umożliwia stawianie m.in. punktów informacyjnych i kas. Do obsługi gastronomicznej urządzono w Międzynarodowym Centrum Kongresowym restaurację, która może obsłużyć stoliki i bufety na trzech poziomach, na których znajdują się wejścia do sal konferencyjnych. Przy południowej elewacji MCK zaprojektowano restaurację letnią z przeznaczeniem głównie do obsługi stolików na zewnątrz. W rejonie wejścia głównego do foyer znajduje się też miejsce na kawiarnię. Łącznie powierzchnie restauracji i kawiarni wynoszą 400 m² i mogą obsłużyć jednocześnie 600 osób. Całość pomieszczeń kompleksu uzupełniają pomieszczenia administracyjne, gospodarcze i techniczne o łącznej powierzchni prawie 4185 m². Znajdują się one pod południową częścią gmachu.
Wnętrza obiektu zostały utrzymane w rygorze kilku materiałów – drewna, betonu i elementów w kolorze czerni. Wyraz ten zmiękczają oprawy świetlne w kształcie kropli.

## Nagrody i wyróżnienia

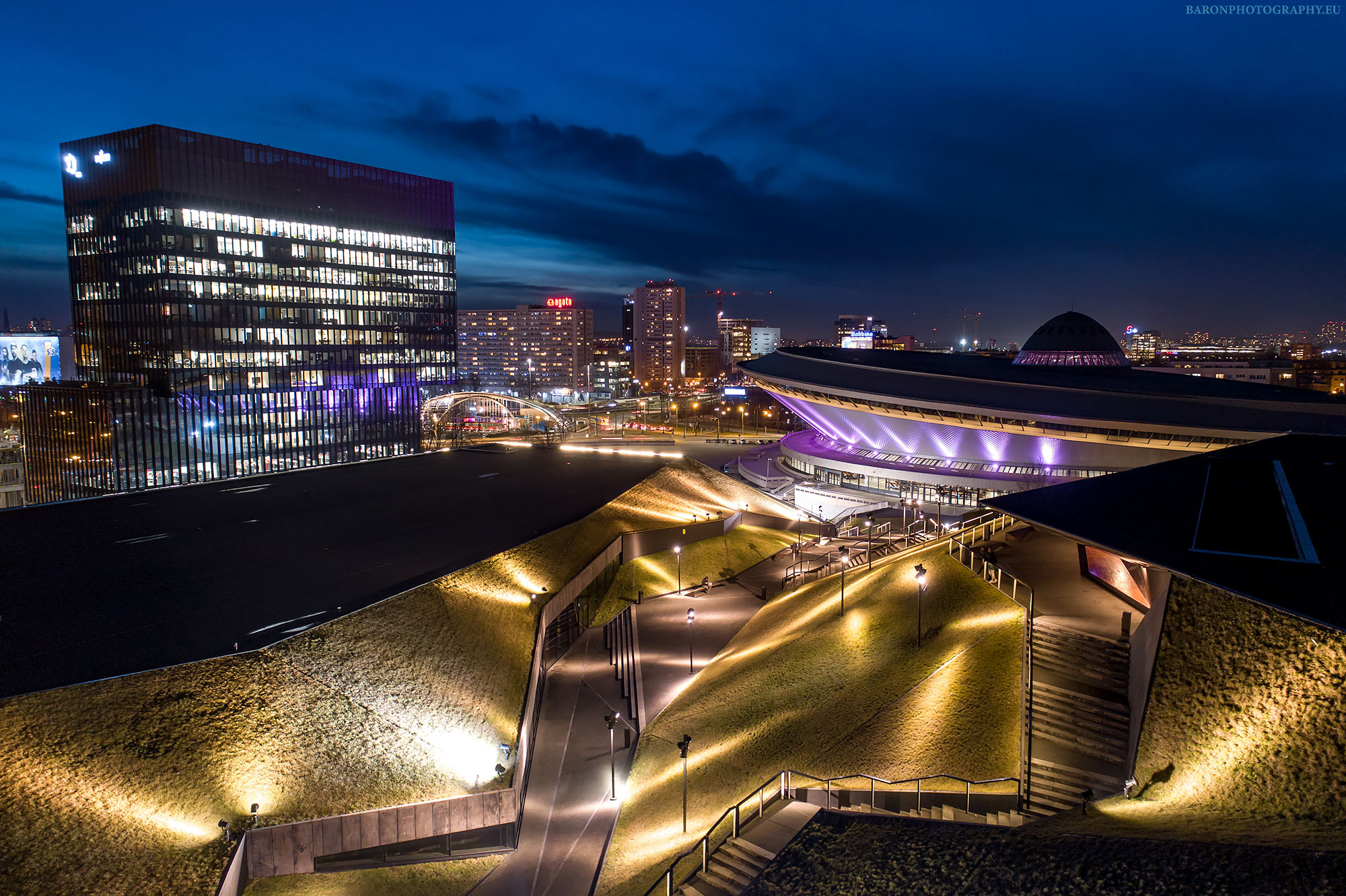
Biurowiec.KTW I, Międzynarodowe Centrum Kongresowe w Katowicach i Spodek z lotu ptaka w 2020 roku

- Grand Prix w konkursie Architektura Roku Województwa Śląskiego 2015[72],
- Grand Prix w konkursie Nagroda Architektoniczna Polityki 2015[76],
- I nagroda i nagroda sponsora głównego w konkursie Bryła Roku 2015[72],
- I nagroda w konkursie Nagroda Roku SARP 2015[88],
- I nagroda w konkursie Polska Architektura 2015[72],
- I nagroda w konkursie Polska Architektura XXL 2015[72],
- Grand Prix w konkursie Najlepsza Przestrzeń Województwa Śląskiego 2016[89],
- Laureat konkursu Top Inwestycje Komunalne 2016[90],
- Najlepszy obiekt kongresowy w Polsce w konkursie Meeting Planner Power Awards w kategorii Kongres Venue 2016[89],
- Nominacja w konkursie Architizer A+Awards 2016[72],
- Laureat konkursu „Marka-Śląskie” w kategorii „Turystyka i rekreacja” 2017[91][89],
- Tytuł MP Power Multi Venue w konkursie Meeting Planner Power Awards 2018[89].